# Rosendorfer Kanal

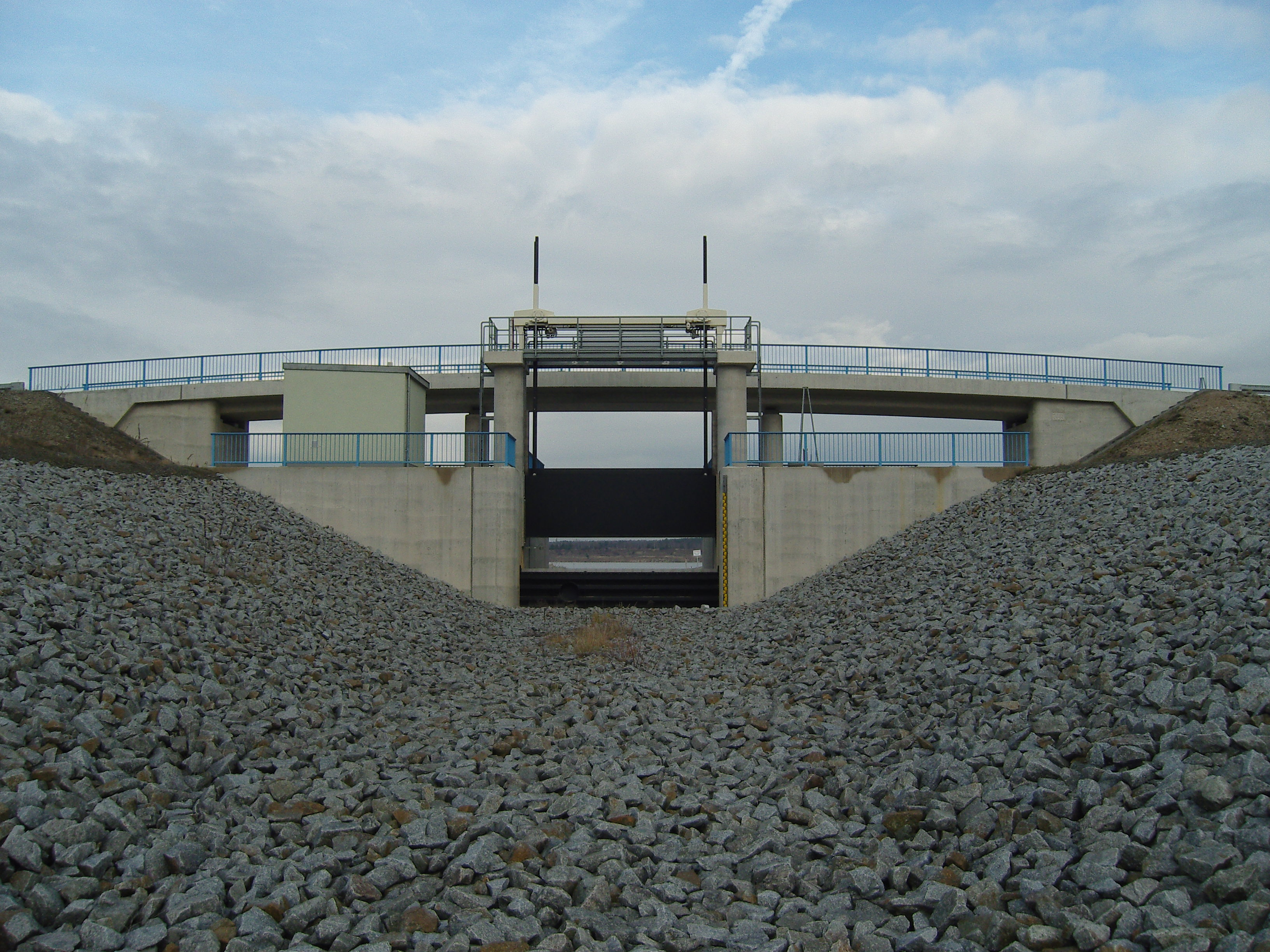
Im trockenen Kanalbett – Blickrichtung Sedlitzer See

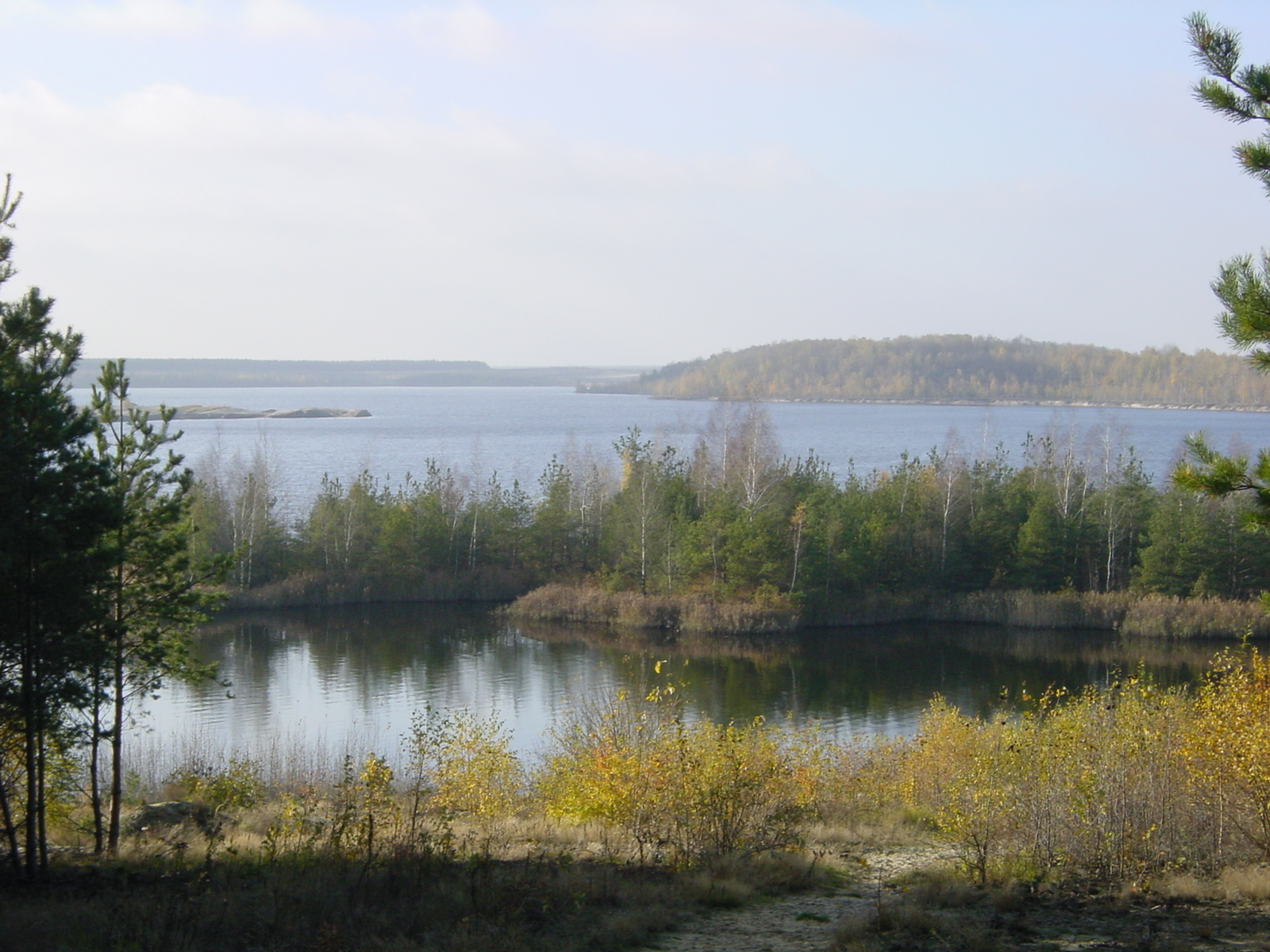
Partwitzer See

Der Rosendorfer Kanal (Überleiter 8) ist eine künstlich geschaffene schiffbare Wasserstraße im südbrandenburgischen Landkreis Oberspreewald-Lausitz. Der Kanal liegt bei Lieske, einem Ortsteil des Amtes Altdöbern. Er verbindet im Lausitzer Seenland zwei aus ehemaligen Braunkohletagebauen entstandene Seen, den Partwitzer See und den Sedlitzer See. Der 440 Meter lange Kanal verläuft vom Nordufer des Partwitzer zum südöstlichen Ufer des Sedlitzer Sees. Der Name des Kanals erinnert an den 1972 durch den Tagebau Sedlitz devastierten Ort Rosendorf (sorbisch: Zasrjew), der zur Gemeinde Sorno gehörte. Der ehemalige Tagebau Sedlitz wird derzeit geflutet, aus ihm entsteht der Sedlitzer See.

## Aufgabe
Die Sohlbreite des Kanals beträgt vier Meter, die Wasserkapazität fünf Kubikmeter pro Sekunde. Eingeweiht wurde er am 5. Januar 2006.
Neben der touristischen Aufgabe soll durch den Kanal der Wasserhaushalt der Region rehabilitiert werden. Des Weiteren sollen die Wassermengenbilanz wiederhergestellt werden und die Abflussverhältnisse aus der Restlochkette der Bergbaufolgeregion in die Vorfluter Schwarze Elster und Rainitza gesichert werden. Durch den Kanal ist es einfacher und schneller die Seen zu fluten, da die Flutung mit aufgehendem Grundwasser mehrere Jahrzehnte dauern würde. Eine Wellenerosion findet so nur in geringem Umfang statt.
Am Kanal befindet sich ein Doppelschütz-Wehr. An dieser Stelle wird er durch einen Radwanderweg, einen ehemaligen Wirtschaftsweg der Lausitzer und Mitteldeutschen Bergbau-Verwaltungsgesellschaft (LMBV) überquert. Die Brücke hat eine Länge von 29,7 Metern und eine lichte Weite von 6 Metern. Ausgeführt wurden die Arbeiten im Auftrag der LMBV. Die Kosten für den Rosendorfer Kanal betrugen gemeinsam mit der Anlage des Sornoer Kanals, der Sedlitzer und Geierswalder See verbindet, vier Millionen Euro.